# Des Moines Open
Il Des Moines Open è stato un torneo di tennis. Ha fatto parte dello USLTA Indoor Circuit dal 1972 al 1973 giocato a Des Moines negli Stati Uniti su campi in sintetico indoor.

## Albo d'oro

### Singolare
| Anno | Vincitore       | Finalista               | Punteggio               |
| ---- | --------------- | ----------------------- | ----------------------- |
| 1971 | Cliff Richey    | Vladimír Zedník         | 6–1, 6–3                |
| 1972 | Pancho Gonzales | Georges Goven           | 3–6, 4–6, 6–3, 6–4, 6–2 |
| 1973 | Clark Graebner  | Nicholas Kalogeropoulos | 7–5, 4–6, 6–4           |

### Doppio
| Anno | Vincitori                     | Finalisti                    | Punteggio     |
| ---- | ----------------------------- | ---------------------------- | ------------- |
| 1971 | Milan Holeček Vladimír Zedník | Tom Edlefsen Frank Froehling | 6–3, 7–5      |
| 1972 | Jim Osborne Jim McManus       | Georges Goven Thomaz Koch    | 6–2, 6–3      |
| 1973 | Jiří Hřebec Jan Kukal         | Juan Gisbert Ion Țiriac      | 4–6, 7–6, 6–1 |